# Edgar Manas
Edgar Manas Efendi (armenisch Էտկառ Մանաս; * 12. April 1875 in Istanbul; † 9. März 1964 ebenda) war ein armenischer Komponist, Dirigent und Musikwissenschaftler. Er schuf die Instrumental- und Orchesterfassung der türkischen Nationalhymne İstiklâl Marşı.

## Herkunft
Edgars Vater Alexandre Manas war der Chefübersetzer innerhalb der Verwaltung für öffentliche Schulden im Osmanischen Reich. Die Familie Manas stammt aus Kayseri her, die Abstammungslinie wird bis auf die Mitte des 17. Jahrhunderts zurückgeführt. Raphael Manas (1710–1790), ein staatlicher Kunstmaler des Osmanischen Reiches, war einer der bekanntesten Persönlichkeiten der Manas-Familie: Er malte die Porträts der Sultane Mahmud I., Osman III. und Mustafa III.

## Frühes Leben
Edgar Manas selbst wurde am 12. April 1875 in Istanbul geboren. Der künstlerisch und handwerklich begabte junge Edgar wurde im Alter von 13 Jahren nach Italien entsandt, wo er die armenische Murat-Raphaelian-Schule besuchte, um Handel und Kommerz zu studieren. In Venedig hatte er auch Piano-Unterricht bei Professor Trivellini. Nach dem Examen 1894 kehrte er in seine Heimatstadt zurück. Allerdings zog ihn sein Impuls, seine musikalischen Studien fortzusetzen, nach Italien zurück, wo er sich in Padua ansiedelte und mit dem Komponisten Luigi Bottazzo arbeitete, dabei fokussierte er auf Harmonie, Kontrapunkt und Fuge.

## Professionelle Karriere
1912 machte er Bekanntschaft mit Komitas, dem Gründervater der modernen armenischen Musik. Ihr Verhältnis war herzlich, aber auch nicht besonders nah, da Manas und Komitas in „verschiedenen ästhetischen Welten“ lebten.
Im gleichen Jahr veröffentlichte der Leipziger Verlag Breitkopf & Härtel zwei von Edgar Manas’ Kompositionen – Suite for piano und String Quartet. Es folgten andere europäische Verlagshäuser, darunter Salabert, Senard und Hamelle.

Sein String Quartet wurde am 6. Mai 1921 an der Union française uraufgeführt. Mitglieder des Quartetts waren die Geiger Ekrem Zeki Ün und Krikor Garabedian, der Bratschist Diran Israelian und der Cellist Kalayov. Hier spielte Manas seine Piano Suite und begleitete die Sopranistin A. Khandjian bei einer Reihe von Liedern. Wenige Jahre später wurde das String Quartet in Leipzig mit viel Publikumserfolg vorgestellt. Martin Friedland schrieb in der Neuen Zeitschrift für Musik: 

„Dieses Quartett … entstammt klassizistisch-neuromantischer Gefühls- und Gedankensphäre. Es beginnt mit einer Fughetta, die sich auf rhythmisch-charaktervollem Thema aufbaut, und läßt ein prägnantes, gedrungenes Stakkatoscherzo mit einem kantablen Lento an Trio-stelle folgen. Ein kurzes, “Lied” benanntes, große melodische Bögen spannendes Adagio folgt als dritter Satz, und ein schwung- und temperamentvoll dahin-strömendes “Finale”, voll inneren Lebens, beschließt das knapp gehaltene Werk. Ohne harmonisch oder formell Neuland zu suchen, zeigt es die Hand eines mit  der Eigenart des Quartettstiles wohlvertrauten Musikers, der vortreffliche thematische Arbeit leistet und an ehrlichem, jeglicher Affektation abholdem Bilden und Gestalten Genüge findet. Ein ebenso hörens- wie spielenswertes Stück.“

 Manas stieg bald ins Direktorat des Chors Քնար (Lyre) auf, begleitet von der Armenischen Jugendliga Konstantinopels. Zwischen 1920 und 1922 trat er dem Musikverein Արուեստասէր (Devotee of the Arts) bei. Auf dessen letzten Konzert am 20. Januar 1922 umfasste das Programm auch Manas’ eigene Komposition Իմ մահը («My Death»).
Manas lehrte Musik an der Armenischen Esayan-Tagesschule und wurde 1923 im Dârülelhan eingestellt (Vorgänger des Istanbuler Staatskonservatoriums), um das Orchester zu dirigieren und den ersten Frauenchor der neu gegründeten Türkischen Republik unter Mustafa Kemal Atatürk zu leiten. Manas unterrichtete auch Harmonielehre an der Bahariye Mektep Bandosu ve Orkestrası. Das vokal-sinfonische Ensemble des Konservatoriums präsentierte sein erstes Konzert am 28. März 1924 im Galatasaray-Gymnasium. Das Programm umfasste Ausschnitte aus Saint-Saëns’ Samson et Dalila, Giacomo Meyerbeers L'Africaine, Schumanns Nänie sowie Orchesterwerke von Gluck, Schmitt, Schumann und Mendelssohn.
1923 veröffentlichte Hamelle eine Sammlung mit Liedern von Manas, die auf armenischer Dichtung basierten, jedoch in ihrer französischen Übersetzung von Yetvart Kolandjian vorgestellt wurden. 1924 folgte die Veröffentlichung seiner Sonata für Violine und Piano, die am 19. Dezember 1932 am Hauptauditorium des Pariser Konservatoriums uraufgeführt und mit kritischer Würdigung aufgenommen wurde. Kevork Sinanian war der Violinist.
Im Februar 1926 druckte der Pariser Verlag Salabert Manas’ Klavierkomposition Les îles des princes (Prinzeninseln). Das Werk besteht aus vier Sätzen, von denen jeder eine der Hauptinseln der Inselgruppe im Marmarameer porträtiert.
Edgar Manas ist für seine Komposition der İstiklâl Marşı bekannt, der türkischen Nationalhymne. 1932 wurde er vom türkischen Staat beauftragt, die von Zeki Üngör kreierte Melodie zu harmonisieren und zu orchestrieren. 1933 sang ein Chor von 160 Mitgliedern sein Vatan Şarkısı (Vaterlandslied) am Tepebaşı-Theater in Istanbul vor. Im folgenden Jahr arrangierte und veröffentlichte Manas 5 Türk Halk Şarkısı (Fünf Türkische Volkslieder) und komponierte 1935 die Danses populaires Turques (Türkische Volkstänze) für Klavier, veröffentlicht in Paris von Editions Maurice Senard.
Manas wurde Chormeister des Գողթան երգչախումբ (The Choir of Goghtn) der Armenischen Patriarchatskirche in Istanbul, wo er zwanzig Jahre bis 1957 diente. Seine Rapsodie de l'orient wurde 1959 vom Istanbuler Bezirksorchester unter der Leitung von Cemal Reşit Rey aufgeführt.

Die bekannteste Kirchenmusik von Edgar Manas ist die Göttliche Liturgie für Solisten, Chor und Orgel. Sie wurde ursprünglich 1912 erstellt, doch ihre finale Form wurde 1948 fertiggestellt. Die groß angelegte Kompositionen hatte 1961 ihre Premiere in Istanbul und wurde 1962 in Wien veröffentlicht. Im Vorwort zur Partitur schreibt der Komponist:

„Compared to the Latin Mass, which consists of five movements of various lengths, the Armenian Divine Liturgy is made of several short segments that are interconnected. In order to avoid any kind of monotony and to conclude the work with a proper ending, I decided to augment certain numbers…and finish the composition with a chorale and fugue. This particular Divine Liturgy with organ obbligato, reserved for special occasions, requires a big chorus in order to project the necessary volume in loud portions, and create an even and opaque sonority in soft passages.“

 Edgar Manas starb am 9. März 1964 in Istanbul und ist auf dem katholischen Pangaltı-Friedhof von Şişli begraben.

## Kompositionen

### Orchestral
- Symphony in G minor (1935)
- Symphonietta
- Les îles des princes, suite
- Deux pièces
- Rapsodie de l'Orient

### Kirche
- Oratorio, vv, chorus, orch. (Խորհուրդ խորին, Հրեշտակային, Ի բարութեանց, Յայս յարկ, Ամէն. եւ ընդ հոգւոյդ քում, Օրհնեցից զՏէր) (1912)
- Tantum Ergo (Lateintext von St. Thomas Aquinas), männliches Dreistimmenchor
- Հինգ հոգևոր երգ - Նշանաւ, Ի յամուլ երկրէ, Մայր լուսոյն, Տէր թագաւորեաց, Ով երանելիդ (Five Sacred Melodies), vv, Chor (arr. for pf)
- Երգեցողութիւն Ս. Պատարագի (Armenian Divine Liturgy), vv, Chor, org. (1962)

### Weltliches Chor
- Աղբիւրին առջև (von The Fountainhead / Text von Kurken Trentz), Männerchor
- Աշնանային (Autumnal / Text unbekannt), Chor, pf (arr. a cappella)
- Որսկան աղբէր, Գութանի երգը (Plow Song / Text von Hovhannes Tumanyan), Chor (1939)
- Իմ մահը (My Death / Text von Bedros Tourian), Chor
- Le livre de la vie (Text von Alphonse de Lamartine), Zweistimmenchor
- Լոյսդ տեսայ (I Witnessed Your Light / Text von Toros Azadyan), Männerchor
- Ծաղիկ մ՚է սիրտն (The heart Is a Flower / Text von Toros Azadyan), Männerchor
- Հինգ խմբերգ - Վարդերգ, Գարուններ, Գարնան անձրև, Կեանքը, Բաղձանք (Five choral pieces / Text von Kurken Trentz) Chor, pf (arr. Chor, Orch.)
- Altın Yüzük, Havuz Başı (Golden Ring, By the Fountain), Chor, pf (arr.)
- İndim Dere Beklerim, Şahin (Waiting by the River, Eagle), Chor, pf (arr.)

### Bühne
- Ձիւնափայլին վախճանը (Kinderoperett)

### Lieder (mit Piano)
- Անցեալին (In the Past / Text von Toros Azadyan)
- Դարդըս լացէք (Feel My Pain / Text von Avetik Isahakyan - 1947)
- Երեք երգեր - Հրաւէր, Գիշերային, Գարնանային (Three Songs / Text von Toros Azadyan)
- Ըղձանք (Desire / Text von Kurken Trentz)
- 5 Türk Halk Şarkısı - Ahmet, Kara tavuk, Aşkın, Yalı havası, Dama çıkma (Fünf Türkische Volkslieder - 1934)
- Հին մեղեդին, Երգ (Ancient Melody, Lied / Text von Malvine Valideyan)
- Preghiera dell'alba (Text A. Negri)
- Սիրերգ (Love song / Text von Misak Medzarents)
- Vocalise for 3 voices
- Հծծիւններ (Whispers / Text Kurken Trentz - 1963)
- Pepo (from the movie score by Aram Khachaturian), (arr.)

### Kammer
- Piano Quintet
- String Quartet
- Sonata for vn und pf (1923)

### Piano
- Impromptu
- Minuet-Valse (1905)
- Suite (Romance en forme de valse, Chanson paysanne, Mazurka - 1912)
- Deux Préludes et fugues, C, f
- Les îles des princes
- Petite suite (Bourrée, Aria, Toccata)
- Danses populaires Turques (Oyun havası, Divan, Zeybek oyun havası, Ağır zeybek oyunu, Gelin havası, Ağır zeybek oyun havası, Zeybek oyun havası)
- Allegro symphonique, 4 Hände (1908)
- Petite piece, 4 Hände
- Melodie populaire, 4 Hände